# Annie Genevard
Pour les articles homonymes, voir Genevard.
Annie Genevard, née Tharin le 7 septembre 1956 à Audincourt (Doubs), est une femme politique française.
Membre du RPR, de l'UMP puis de LR, elle est maire de Morteau de 2002 à 2017, députée du Doubs de 2012 à 2024 et vice-présidente de l'Assemblée nationale de 2017 à 2022 puis de juillet à novembre 2024.
Au sein de LR, elle est secrétaire générale de 2017 à 2019, vice-présidente déléguée de 2021 à 2023 et de nouveau secrétaire générale à partir de 2023. Elle assure l'intérim à la présidence du parti pendant quelques mois en 2022.
Le 21 septembre 2024, elle est nommée ministre de l'Agriculture dans le gouvernement Barnier. Elle est reconduite à ce poste le 23 décembre 2024 dans le gouvernement Bayrou.

## Situation personnelle

### Famille
Annie Marguerite Alice Tharin naît le 7 septembre 1956 à Audincourt, dans le département du Doubs. Elle est la fille de Bernard Tharin, chef d'entreprise, et d'Irène Tharin, née Adami, femme politique, députée de la quatrième circonscription du Doubs de 2002 à 2007 et maire de Seloncourt de 1993 à 2015, engagée à l'UMP. Par sa mère, elle est petite-fille d'immigrés italiens, quant à eux communistes et menacés dans leur pays pour cela.
Le 31 août 1983, elle épouse Dominique Genevard, pharmacien, fils de Christian Genevard, lui-même pharmacien, député de la troisième circonscription du Doubs et maire de Morteau. Le couple a ensuite deux filles : Camille et Clémence,.

### Études et profession
À l'issue d'études supérieures à l'université de Franche-Comté, à Besançon, où elle obtient deux licences (de lettres classiques et d'histoire de l'art), elle est reçue au CAPES de lettres classiques en 1977.
Annie Genevard enseigne le français et le latin au lycée Edgar-Faure à Morteau,.

## Parcours politique

### Débuts
Élue aux élections municipales de 1995 et de 2001 sur la liste de Jean-Marie Binetruy à Morteau, Annie Genevard devient adjointe au maire chargée des affaires culturelles. Elle adhère au Rassemblement pour la République (RPR) en 1996.

### Maire de Morteau et députée du Doubs
Après l'élection de Jean-Marie Binetruy comme député en 2002, Annie Genevard est élue maire de Morteau, fonction qu'elle conserve six ans plus tard quand la liste qu'elle conduit est élue avec 63 % des voix.
De 2001 à 2017, elle est présidente du syndicat mixte du Pays horloger ; de 2008 à 2017, membre du comité directeur de l'Association des maires de France (AMF) ; de 2011 à 2017, vice-présidente de la Fédération nationale des collectivités territoriales pour la Culture (FNCC).
À la suite du retrait du député sortant Jean-Marie Binetruy, Annie Genevard annonce alors sa candidature dans la cinquième circonscription du Doubs. Investie par l'UMP, elle doit néanmoins faire face à une dissidente à sa droite, Nathalie Bertin. Le 10 juin 2012 à l'issue du premier tour, Annie Genevard arrive en tête avec 40 % des voix, devant la socialiste Liliane Lucchesi (23 %) et la dissidente Nathalie Bertin (13 %). À l'issue du second tour, elle est élue députée avec 62,54 % des voix.
Annie Genevard se représente dans la cinquième circonscription du Doubs lors des élections législatives de juin 2017. Au premier tour, elle arrive en tête avec 38 % des voix, devant Sylvie Le Hir de La République en marche (33 %), Jérémy Navion du Front national (10 %) et Martine Ludy de La France insoumise (8 %). Elle est réélue pour un second mandat de députée le 18 juin 2017, avec 59,78 % des voix.
En raison du non-cumul des mandats pour les élus parlementaires, voté avec la loi de moralisation de la vie politique, elle doit choisir entre son siège de députée et son mandat de maire de Morteau, qu'elle quitte le 21 juillet 2017.
Le 7 novembre 2017, elle est élue vice-présidente de l'Assemblée nationale.
Lors des élections législatives de 2022, Annie Genevard est candidate à un troisième mandat. Après être arrivée largement en tête du premier tour avec 42 % des suffrages exprimés, devant Philippe Alpy du parti présidentiel (19 %) et Martine Ludy de la NUPES (18 %), Annie Genevard est réélue avec 72 % des voix.
En avril 2024, elle dépose une proposition de loi pour interdire l'usage des écrans pour les enfants de moins de 3 ans.
Elle est candidate aux élections législatives anticipées survenant après la dissolution de l'Assemblée nationale proclamée par Emmanuel Macron le 9 juin 2024 à la suite des élections européennes, et remporte un quatrième mandat avec 62,69 % des voix. Elle est ensuite élue sixième vice-présidente de l'Assemblée nationale.

### Cadre de l'UMP puis des Républicains
Le 12 décembre 2014, Nicolas Sarkozy, élu président de l'UMP, la nomme secrétaire nationale de l'UMP à l'animation des fédérations. Nommée porte-parole des Républicains en septembre 2016, elle prend en charge la construction du projet « Éducation », dans le cadre de l'élaboration du programme à la présidentielle 2017. Elle soutient François Fillon pour la primaire présidentielle des Républicains de 2016 et pour l'élection présidentielle de 2017.
Le 29 novembre, après la victoire de François Fillon aux primaires de la droite et du centre, elle est nommée secrétaire générale adjointe des Républicains, en tandem avec Gérald Darmanin, puis avec Éric Ciotti, à la suite de la démission de Gérald Darmanin qui a rejoint le gouvernement Édouard Philippe comme ministre de l'Action et des Comptes publics.
Après l'élection d'Emmanuel Macron à la présidence de la République, en 2017, Annie Genevard se montre défavorable au projet d'une trentaine de députés Les Républicains et UDI (Les Constructifs) de mettre en place une opposition constructive, qui aiderait la majorité présidentielle pour voter certains projets de lois et s'opposerait à d'autres en cas de désaccord : « Il faut que nous puissions faire valoir notre projet pour la France. Il n'est certainement pas celui de Macron. Un candidat que nous avons combattu pendant toute la campagne et que nous allons continuer à combattre pendant les législatives ». Elle parraine Laurent Wauquiez pour le congrès des Républicains de 2017, scrutin lors duquel il est élu le président du parti. Le 13 décembre de la même année, elle est nommée secrétaire générale des Républicains, poste dévolu à la gestion quotidienne du mouvement. Elle parraine Christian Jacob pour le congrès de 2019. À la suite de ce congrès Annie Genevard est nommée présidente du conseil national du parti.
Début juillet 2021, elle devient vice-présidente déléguée de LR, soit la no 2 du parti, en remplacement de Guillaume Peltier. Lors du congrès des Républicains de 2021, Annie Genevard ne soutient aucun des candidats à l'investiture pour la présidentielle, étant membre de la direction du parti. Elle soutient ensuite la candidate désignée Valérie Pécresse.
Lors de la campagne législative de 2024, Éric Ciotti s'allie au Rassemblement national. Annie Genevard réagit aussitôt en déclarant : « Je regrette profondément cette décision prise solitairement, sans consulter personne. Je regrette cet accord qui crée de la confusion et de la division, à un moment où les Républicains doivent rassembler leurs forces pour conduire la bataille des législatives ». La décision d'Éric Ciotti provoque une crise au sein du parti, l'initiative de son président étant condamnée par ses cadres. Éric Ciotti est exclu de LR (décision qu'il conteste en justice) et remplacé par un binôme formé par Annie Genevard et François-Xavier Bellamy. Ce remplacement est cependant annulé par la justice en référé. Éric Ciotti finit par quitter LR.
Après l'élection de Bruno Retailleau à la présidence de LR début 2025, Annie Genevard devient présidente de la commission nationale d’investiture du parti.

### Ministre de l'Agriculture et de la Souveraineté alimentaire
Annie Genevard est nommée ministre de l'Agriculture, de la Souveraineté alimentaire et de la Forêt au sein du gouvernement Barnier le 21 septembre 2024. Cette nomination surprend alors qu'Annie Genevard était plutôt pressentie pour le ministère de l'Éducation nationale,.
Le 23 décembre 2024, elle est reconduite dans le gouvernement Bayrou mais perd les attributions liées à la Forêt.

## Prises de position

### Gens du voyage
En octobre 2015, elle propose avec Yannick Moreau une loi visant à modifier les dispositions relatives à l’accueil et l’habitat des gens du voyage, afin de fournir des outils efficaces aux élus locaux « pour lutter contre les agissements délictueux commis par certains groupes de gens du voyage (occupations illicites, dégradation de biens publics, trouble à l’ordre public…) ».

### Réforme du collège et enseignement des langues
Annie Genevard s'oppose à la réforme de l'enseignement au collège de 2015, notamment à la suppression du latin et du grec ancien, et critique le « manque d'indépendance » du Conseil supérieur des programmes — où elle siège depuis 2013 — vis-à-vis du ministère de l'Éducation nationale. En août 2015, elle démissionne de cette instance, suivant en cela le sénateur LR Jacques Grosperrin, en pleine refonte des programmes scolaires dans le cadre de la réforme du collège,.
En mai 2016, lors d'une séance de questions au gouvernement, la députée fait remarquer à la ministre Najat Vallaud-Belkacem que l'« introduction de langues communautaires » (arabe, serbe, croate, portugais…) dans la réforme de l'enseignement de la langue et de la culture d'origine (ELCO) « encouragera le communautarisme qui mine la cohésion nationale ». Cette prise de position suscite de nombreuses réactions sur les réseaux sociaux.

### Droits LGBT et IVG
Elle s'oppose en 2013 à la loi ouvrant le mariage aux couples homosexuels,, qu'elle décrit comme « une atteinte irréversible à l’intégrité de l’espèce humaine ». Elle déclare cependant que, si elle en avait la responsabilité, elle célébrerait de tels mariages malgré ses convictions personnelles, mais sans exclure un réexamen du texte en cas de victoire de la droite à l'élection présidentielle de 2017. En février 2019, elle qualifie d'« affligeant[e] » l'adoption d'un amendement visant à remplacer les mentions père et mère sur les formulaires scolaires. En juin 2021, elle dépose un recours devant le Conseil constitutionnel contre la loi ouvrant la PMA à toutes les femmes, dont les couples de femmes et également les femmes seules. En mars 2024, elle s'abstient au Congrès concernant la constitutionnalisation de la liberté de recours à l'IVG, après avoir expliqué son vote contre à l'Assemblée nationale au mois de janvier en affirmant comme justification que cette mesure symbolique ne changerait rien et qu'il ne pesait aucune menace sur le droit à l'avortement en France.

### Polémique sur les drapeaux étrangers lors des mariages
En juin 2021, la députée se prononce en faveur d'un amendement interdisant les drapeaux étrangers en salle de mariage lors des mariages civils. Le ministre de la Justice assure qu'elle veut interdire les danses en évoquant « certaines familles, françaises ou non, d’origine étrangère […] [qui] brandissent des drapeaux étrangers ou manifestent par des danses, des spectacles, les traditions qui sont les leurs ». Le rejet de l'amendement éteint la controverse.

### Rapport sur l'apprentissage de la lecture
En janvier 2024, avec le député Fabrice Le Vigoureux (Renaissance), elle présente un rapport qui met en évidence le fait que « 45 % des élèves entrant en 6e n'atteignent pas la vitesse de lecture attendue à la fin du CM2 ». Une situation qu'elle qualifie de « scandale d'État » car elle conduit inévitablement des élèves en situation d'échec scolaire. Le rapport recommande notamment de recourir à la méthode syllabique, dont il a été démontré qu'elle était la plus efficace, y compris pour les enfants allophones dont le français n'est pas la langue maternelle. La députée préconise également de labelliser les manuels de lecture.

### Régulation des écrans pour les jeunes enfants
En avril 2024, elle dépose avec Antoine Vermorel-Marques (autre député LR) une proposition de loi visant à réguler l'usage des écrans pour les enfants de moins de 3 ans. Elle souhaite notamment interdire toute exposition aux tablettes, télévisions et téléphones pour ceux gardés par une assistante maternelle ou en crèche.

### Actes anti-chrétiens
En mars 2019, elle se déclare inquiète des actes anti-chrétiens et de leur augmentation, et demande sur le sujet une commission d'enquête parlementaire en tant que députée du Doubs.

### Agriculture, environnement et alimentation
En 2021, elle cosigne un amendement pour décourager, via une amende de 50 000 euros, les militants filmant les élevages industriels. Elle s’est également opposée à l’expérimentation de l’option végétarienne quotidienne dans les cantines. Elle a défendu avec d'autres députés l’abaissement du statut de protection du loup. En juillet 2024, elle dénonce un rassemblement de militants écologistes opposés aux mégabassines en Charente-Maritime, affirmant que « ce sont des 'black blocs' qui viennent pour blesser, pour tuer ». Pendant les débats sur la loi d’orientation agricole, en 2024, elle critique « ceux qui prônent une écologie punitive et décroissante [et] mettent en péril notre souveraineté agricole ». En 2025, elle a indiqué avoir refusé pendant plus d'un an de signer une nouvelle version du nutri-score, auquel elle reproche de donner une mauvaise note aux produits laitiers,.
Elle est perçue comme proche de la FNSEA, le syndicat majoritaire chez les exploitants agricoles, lors de son entrée au gouvernement comme ministre de l’Agriculture en 2024. Elle s'est engagée à « redonner du bon sens à toutes les règles, alléger la paperasse, réduire les interdits », fustigé les surtranspositions de normes européennes et repris le slogan « pas d’interdiction sans solution » concernant les pesticides.
En 2025, elle bloque l'entrée en vigueur de la nouvelle version du Nutri-score, en raison notamment du mauvais score associé à des produits gras comme « le roquefort […] comme pour le comté […], ou […] les magnifiques salaisons françaises ».

## Détail des mandats et fonctions

### Au gouvernement
- Septembre à décembre 2024 : ministre de l’Agriculture, de la Souveraineté alimentaire et de la Forêt.
- Depuis décembre 2024 : ministre de l’Agriculture et de la Souveraineté alimentaire.

### À l'Assemblée nationale
- 2012-2024 : députée de la cinquième circonscription du Doubs.
- 2017-2022 : première vice-présidente de l'Assemblée nationale.
- Juillet à novembre 2024 : sixième vice-présidente de l'Assemblée nationale.

### Au niveau local
- 1995-2002 : adjointe au maire de Morteau.
- 2002-2017 : maire de Morteau.
- 2004-2012 : conseillère régionale de Franche-Comté.
- 2011-2012 : présidente du groupe UMP-NC-DVD au conseil régional de Franche-Comté.
- 2001-2017 : présidente du pôle d'équilibre territorial et rural (PETR) du Pays horloger[60].
- 1995-2020 : conseillère municipale de Morteau.

### Autre fonction
- 2018-2020 : présidente de l'Association nationale des élus de la montagne[61].

## Décorations
Le 10 avril 2009, Annie Genevard est nommée au grade de chevalier dans l'ordre national de la Légion d'honneur au titre de « professeure de lettres classiques, conseillère régionale, maire ; 33 ans de services civils et de fonctions électives ».
Annie Genevard est chevalier de l'ordre des Arts et des Lettres et de l'ordre des Palmes académiques. Elle est également, depuis le 22 septembre 2024, commandeur de l'ordre du Mérite agricole ex officio en tant que ministre de l'Agriculture dans le gouvernement Barnier.

## Pour approfondir